# Rupija (biljni rod)
Rupija (lat. Ruppia), rod vodenog bilja iz reda žabočunolike, raširen širom svijeta, i koji čini samostalnu porodicu Ruppiaceae. Ime je dobio u čast njemačkog botaničara Heinricha Bernharda Ruppa.
Rodu pripada osam vrsta od kojih i dvije koje rastu i na području Hrvatske, Ruppia cirrhosa i primorska rupija (Ruppia maritima)

## Vrste
1. Ruppia cirrhosa (Petagna) Grande
2. Ruppia didyma Sw. ex Wikstr.
3. Ruppia drepanensis Tineo
4. Ruppia filifolia (Phil.) Skottsb.
5. Ruppia maritima L.
6. Ruppia megacarpa R.Mason
7. Ruppia polycarpa R.Mason
8. Ruppia tuberosa J.S.Davis & Toml.